# Badów Górny
Badów Górny – wieś w Polsce położona w województwie mazowieckim, w powiecie żyrardowskim, w gminie Mszczonów. Ma status sołectwa.
W latach 1975–1998 miejscowość administracyjnie należała do województwa skierniewickiego.